# Nandraž
Nandraž je obec v okrese Revúca v Banskobystrickém kraji na Slovensku. Leží v Revúcké vrchovině asi 6 km západně od Jelšavy. Žije zde 274 obyvatel. Rozloha katastrálního území obce činí 10,6 km².
První písemná zmínka o obci pochází z roku 1318.

## Kultura a zajímavosti

### Památky
- Jednolodní barokní evangelický kostel z první poloviny 18. století s věží z roku 1787.